# Õngu
Koordinaten: 58° 51′ N, 22° 27′ O

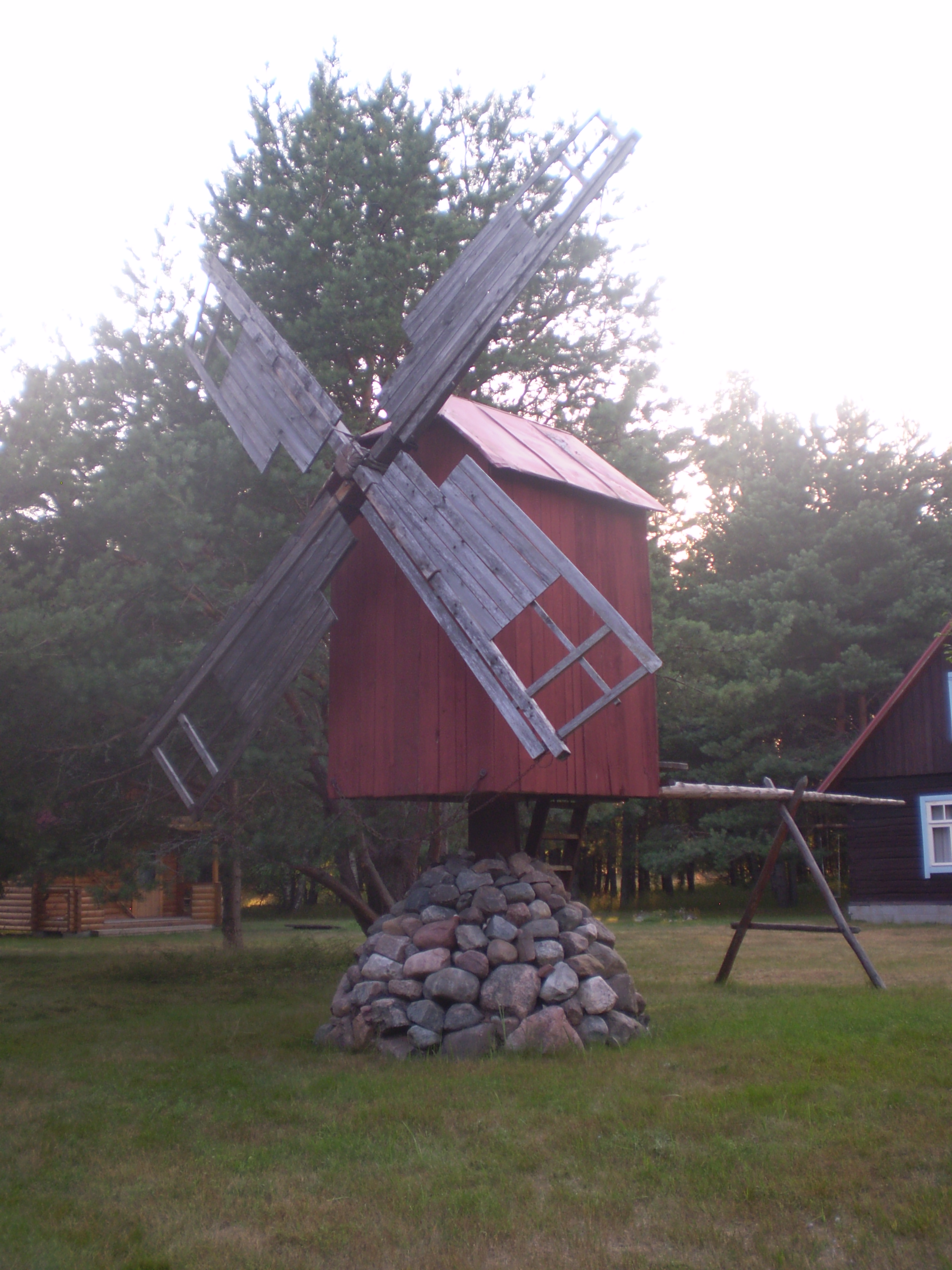
Die im Jahre 1922 erbaute Windmühle von Õngu

Õngu ist ein Dorf (estnisch küla) in der Landgemeinde Hiiumaa (bis 2017: Landgemeinde Emmaste). Es liegt auf der zweitgrößten estnischen Insel Hiiumaa (deutsch Dagö), direkt an der Ostseeküste.

## Beschreibung und Geschichte
Õngu (deutsch Onego) hat heute 30 Einwohner (Stand 31. Dezember 2011). Es liegt 24 Kilometer südwestlich der Inselhauptstadt Kärdla (Kertel).
Durch den Ort fließt der Fluss Õngu (Õngu jõgi). Er entspringt in der Moorlandschaft im Zentrum der Insel Hiiumaa.
Eine Wassermühle ist für den Ort bereits seit dem Jahr 1563 erwähnt. 1583 hieß das Dorf Ennige. 1798 sind Dorf und Mühle unter dem Namen Öngo verzeichnet.

## Wirtschaft
In Õngu befindet sich heute die Fischzucht OÜ Õngu Noorkalakasvandus. Das Unternehmen hat sich auf Aufzucht von Meerforellen spezialisiert.